# Shewanella violacea
Espèce
Shewanella violacea (souche-type DSS12) est une bactérie à Gram négatif découverte dans les sédiments marins de la fosse de Ryukyu à une profondeur de 5 110 m. La première description de cet organisme a été publiée en 1998 par les microbiologistes japonais Y. Nogi, C. Kato et K. Horikoshi, qui ont nommé l'espèce d'après l'aspect violet qu'elle présente lorsqu'on la cultive sur du milieu de culture Marine Agar 2216 Plates.
Shewanella violacea est une bactérie motile en forme de bâtonnet et possédant un flagelle. Il s'agit d'un organisme anaérobie facultatif et considéré comme extrêmophile en raison de son optimum de croissance à 8 °C et 30 MPa. Les chercheurs étudient cette espèce afin de mieux comprendre les mécanismes spécifiques que cette bactérie utilise afin de prospérer dans un environnement inhabituel, froid et soumis à une forte pression.

## Taxonomie
Shewanella violacea appartient au genre Shewanella. L'évaluation récente de la phylogénie de Shewanella a donné lieu à une division de ce genre en deux catégories : le groupe 1 et le groupe 2. Ces catégories ont été créées à partir d'une évaluation des séquences de l'ARNr 16S ainsi qu'une comparaison des compositions en lipides de la membrane. Les espèces du groupe 1 sont pour la majorité extrêmophiles alors que celles du groupe 2 sont pour la majorité mésophiles. S. violacea appartient au groupe 1 dû aux adaptations génétiques spécifiques qu'elle possède qui ont permis aux bactéries de ce groupe de prospérer à des températures extrêmement basses et à des pressions extrêmement fortes. Plus précisément, les espèces du groupe 1 contiennent un pourcentage remarquablement plus élevé d'acides gras polyinsaturés intégrés dans leurs membranes que celles du groupe 2.

## Localisation
Des échantillons de S. violacea ont été collectés en utilisant le Shinkai 6500, un véhicule sous-marin piloté par le Centre Japonais de Sciences et Technologies Marines. Ces échantillons proviennent de la fosse de Ryukyu à une profondeur de 5 110 m. Les bactéries ont été retrouvées dans la couche la plus superficielle des sédiments marins de cet environnement.

## Structure et métabolisme

### Génome
Le génome complet de S. violacea a été séquencé avec succès en 2010 par la méthode de Sanger. La bactérie contient 4 962 103 paires de bases, 4 346 gènes codant des protéines et 169 gènes d'ARN. La bactérie contient un seul chromosome et aucun plasmide connu. Le taux de GC est de 44,7%. Le génome complet est accessible en ligne sur le site du Centre Américain pour les Informations Biotechnologiques (NCBI, voir les liens externes).

### Composition de la membrane
Shewanella violacea a un pourcentage anormalement élevé d'acides gras polyinsaturés (AGPI) intégrés dans ses phospholipides. Chez S. violacea, 14% des acides gras sont des acides eicosapentaénoïques (AEP), qui constituent un type spécifique d'AGPI également connu sous la dénomination 20:5ω3. Des concentrations élevées en AGPI diminuent la fluidité de la membrane et aident la bactérie à prospérer à des températures froides. La fonction exacte de la composition inhabituelle en lipides qu'on trouve chez S. violacea et d'autres membres du groupe 1 n'est pas encore complètement bien comprise. Néanmoins, des quantités élevées d'AEP chez S. violacea ont été corrélées avec des taux plus élevés de division cellulaire à des hautes pressions ainsi qu'à des basses températures,,.

### Conditions idéales de croissance
Shewanella violacea est psychrophile obligatoire (cryophile). Son optimum de température de croissance est de 8 °C ; elle n'est pas capable de pousser ou de se reproduire à 30 °C. S. violacea est un piézophile facultatif (barophile), ce qui signifie qu'elle est capable de prospérer dans des conditions de haute pression : elle est capable de pousser dans une gamme de conditions de pression allant de 0,1 à 70 MPa, sachant que sa pression idéale est de 30 MPa.

### Maintenance du système respiratoire à des hautes pressions
Contrairement à beaucoup d'autres espèces de Shewanella, S. violacea possède très peu de réductases terminales pour la respiration anaérobie et de cytochromes de type c, et aucune protéine de membrane externe de réduction du Fe(III) impliquée dans la respiration. On pense qu'un opéron lié à la pression joue un rôle intégral dans la régulation du système respiratoire chez S. violacea. Plus spécifiquement, les chercheurs évaluent la signification des cytochromes régulés par la pression. Les cytochromes sont des hémoprotéines impliquées dans la génération de l'ATP via le transport d'électrons. S. violacea contient trois types principaux de cytochromes. Le premier, CA, est exprimé à toutes les pressures viables pour la bactérie ; le second, CB, est exprimé seulement à des pressions faibles ; enfin, le troisième, un cytochrome de type d, est exprimé seulement lorsque les cellules sont cultivées à haute pression. Le cytochrome de type d chez S. violacea constitue ainsi un moyen critique pour le système respiratoire de rester actif à des hautes pressions.